# Puerto Asís
Puerto Asis est une municipalité de Colombie située dans le département Putumayo. Elle est située sur la rive gauche du Putumayo, à quelques kilomètres en aval de l'embouchure du río Guamuéz. C'est la municipalité la plus peuplée du département avec près de 70 000 habitants.

## Géographie
Puerto Asís est bordée par la République d'Équateur et les municipalités de Puerto Caicedo, Puerto Guzmán, Orito et San Miguel.
La température moyenne est de 30 °C avec une humidité relative moyenne de 80 %, correspondant à son climat tropical humide.
L'ensemble de leur territoire est plat ou légèrement ondulé, appartenant à l'Amazonie.

## Histoire
Elle a été fondée le 3 mai 1912 par les religieux missionnaires capucins, le père Estanislao de las Cortes et Hidelfonso de Tulcan.
Avec l'avènement du chemin de fer en 1931, les routes de la ville ont été refaites et l'entrée de la route en 1953 est devenue un centre de commerce avec Mocoa, la vallée de Sibundoy et San Juan de Pasto.
La ville a été reconnue municipalité le 24 octobre 1967.

## Culture
Entre le 3 et le 7 janvier se tiennent les carnavals des Noirs et Blancs.
Le 3 janvier se déroule la régate de la rivière Putumayo où les gens lancent des pneus dans la rivière, ce qui est une attraction touristique majeure si bien qu'elle a été proposée dans le Livre Guinness des records, pour le nombre de gens jetant des pneus dans une rivière.
Le 4 janvier est consacré à la fête foraine ; le 5, multicolore, est le jour des Noirs, le 6 est le jour de Blancs et les carnavals se terminent avec le couronnement de la reine du carnaval le 7 janvier.
De plus, l'anniversaire de sa fondation se déroule le 3 mai, avec des manifestations culturelles et sportives organisées par l'administration municipale.
Puerto Asís a toujours été connu comme une ville d'élevage. En août sont présentés lors d'une exposition les meilleurs domaines d'élevage du département et bien sûr le bétail.

## Hydrographie
Puerto Asís est entourée par les eaux des cours d'eau Cocayá, Cohembí, Guamués, Juanambú, Manzoyá, Mecayá, Piñuña White et Putumayo, entre autres, ainsi que de nombreux ruisseaux et de petites sources.